# ياماغاتا بانتو
ياماغاتا بانتو ((باليابانية: 山片 蟠桃)) (و. 1748 – 1821 م) هو عالم فلك، وعالم سياسة من اليابان. 
توفي عن عمر يناهز 73 عاماً.